# Coupe du Danemark de football 2024-2025
Navigation
Édition précédente Édition suivante
La coupe du Danemark de football 2024-2025 est la 71e édition de la coupe du Danemark de football, organisée par la Fédération danoise de football. Elle prend place du 5 août 2024 au 29 mai 2025. Elle voit le FC Copenhague remporter la compétition pour la dixième fois de son histoire.

## Format
92 équipes participent au premier tour, provenant de tous les niveaux de compétition. Six équipes supplémentaires rejoignent le deuxième tour, tandis que les six meilleures équipes de la Superliga danoise 2023-24 entrent au troisième tour.

### Demi-finales aller
| 30 avril 2025 | Brøndby IF (D1)                                    | 3 - 3   | Silkeborg IF (D1)                                   | Brøndby Stadion, Brøndby  |                           |
| 18h30         | 57e Divković · 81e Kvistgaarden · 83e Kvistgaarden | (0 - 3) | 8e Poulsen · 34e (csc) Vanlerberghe · 45+1e Adamsen | Arbitrage : Mikkel Redder | Arbitrage : Mikkel Redder |
| 18h30         | 63e Suzuki · 87e Nartey                            |         | 63e Klynge · 68e Larsen                             | Arbitrage : Mikkel Redder | Arbitrage : Mikkel Redder |

| 1 mai 2025 | Viborg FF (D1) | 0 - 1                     | FC Copenhague (D1) | Viborg Stadium, Viborg                       |                                              |
| 19h30      |                | (0 - 0)                   | 58e Larsson        | Spectateurs : 8 513 Arbitrage : Sandi Putros | Spectateurs : 8 513 Arbitrage : Sandi Putros |
| 19h30      |                | 45e Huescas · 67e Lerager |                    | Spectateurs : 8 513 Arbitrage : Sandi Putros | Spectateurs : 8 513 Arbitrage : Sandi Putros |

### Demi-finales retour
| 7 mai 2025 | Silkeborg IF (D1)           | 2 - 1        | Brøndby IF (D1) | JYSK Park, Silkeborg                         |                                              |
| 18h30      | 17e McCowatt · 66e Gammelby | (1 - 0)      | 48e Rajović     | Spectateurs : 8 881 Arbitrage : Jakob Kehlet | Spectateurs : 8 881 Arbitrage : Jakob Kehlet |
| 18h30      |                             | 53e Bischoff |                 | Spectateurs : 8 881 Arbitrage : Jakob Kehlet | Spectateurs : 8 881 Arbitrage : Jakob Kehlet |

| 8 mai 2025 | FC Copenhague (D1) | 1 - 0   | Viborg FF (D1)         | Parken Stadium, Copenhague                    |                                               |
| 19h00      | 32e Lerager        | (1 - 0) |                        | Spectateurs : 26 441 Arbitrage : Morten Krogh | Spectateurs : 26 441 Arbitrage : Morten Krogh |
| 19h00      | 65e Chatzidiákos   |         | 78e Radić · 90e Ementa | Spectateurs : 26 441 Arbitrage : Morten Krogh | Spectateurs : 26 441 Arbitrage : Morten Krogh |

#### Finale
| Finale            | FC Copenhague (D1)                         | 3 - 0   | Silkeborg IF (D1) | MCH Arena, Herning                             |                                                |
| 29 mai 2025 17h00 | 3e Larsson · 34e Lerager · 38e Elyounoussi | (3 - 0) |                   | Spectateurs : 11 048 Arbitrage : Jacob Karlsen | Spectateurs : 11 048 Arbitrage : Jacob Karlsen |
| 29 mai 2025 17h00 | 45+6e Claesson · 57e Achouri · 77e Falk    |         |                   | Spectateurs : 11 048 Arbitrage : Jacob Karlsen | Spectateurs : 11 048 Arbitrage : Jacob Karlsen |